# Loré
Loré és un municipi francès situat al departament de l'Orne i a la regió de Normandia. L'any 2007 tenia 159 habitants.

## Demografia

### Població
El 2007 la població de fet de Loré era de 159 persones. Hi havia 72 famílies de les quals 20 eren unipersonals (20 homes vivint sols), 32 parelles sense fills i 20 parelles amb fills.
La població ha evolucionat segons el següent gràfic:
Habitants censats

### Habitatges
El 2007 hi havia 126 habitatges, 70 eren l'habitatge principal de la família, 29 eren segones residències i 27 estaven desocupats. 124 eren cases i 1 era un apartament. Dels 70 habitatges principals, 55 estaven ocupats pels seus propietaris, 14 estaven llogats i ocupats pels llogaters i 1 estava cedit a títol gratuït; 3 tenien dues cambres, 13 en tenien tres, 16 en tenien quatre i 39 en tenien cinc o més. 53 habitatges disposaven pel capbaix d'una plaça de pàrquing. A 31 habitatges hi havia un automòbil i a 34 n'hi havia dos o més.

### Piràmide de població
La piràmide de població per edats i sexe el 2009 era:
| Homes | Edats   | Dones |
| ----- | ------- | ----- |
| 0     | 95 o +  | 0     |
| 0     | 90 a 94 | 0     |
| 0     | 85 a 89 | 4     |
| 0     | 80 a 84 | 4     |
| 4     | 75 a 79 | 4     |
| 4     | 70 a 74 | 0     |
| 8     | 65 a 69 | 16    |
| 4     | 60 a 64 | 4     |
| 8     | 55 a 59 | 8     |
| 0     | 50 a 54 | 8     |
| 0     | 45 a 49 | 0     |
| 4     | 40 a 44 | 4     |
| 0     | 35 a 39 | 4     |
| 12    | 30 a 34 | 8     |
| 8     | 25 a 29 | 4     |
| 4     | 20 a 24 | 4     |
| 0     | 15 a 19 | 0     |
| 4     | 10 a 14 | 0     |
| 8     | 5 a 9   | 0     |
| 8     | 0 a 4   | 4     |

## Economia
El 2007 la població en edat de treballar era de 88 persones, 48 eren actives i 40 eren inactives. De les 48 persones actives 43 estaven ocupades (25 homes i 18 dones) i 5 estaven aturades (2 homes i 3 dones). De les 40 persones inactives 19 estaven jubilades, 5 estaven estudiant i 16 estaven classificades com a «altres inactius».

### Ingressos
El 2009 a Loré hi havia 73 unitats fiscals que integraven 162 persones, la mediana anual d'ingressos fiscals per persona era de 13.753 €.

### Activitats econòmiques
Dels 4 establiments que hi havia el 2007, 1 era d'una empresa alimentària, 1 d'una empresa de comerç i reparació d'automòbils, 1 d'una empresa d'hostatgeria i restauració i 1 d'una empresa de serveis.
L'únic establiment comercial que hi havia el 2009 era una botiga de menys de 120 m².
L'any 2000 a Loré hi havia 9 explotacions agrícoles que ocupaven un total de 300 hectàrees.

## Poblacions més properes
El següent diagrama mostra les poblacions més properes.